# Jarl Malmros
Jarl Vilhelm Malmros, född 6 april 1897 i Trelleborg, död där 21 maj 1969, var en svensk skeppsredare och vice konsul. Han var son till Frans Malmros (1865–1931) och far till Frans Malmros (1925–2003). 
Malmros genomgick högre allmänt läroverk, praktik i Sverige 1915–1919, språk- och yrkesstudier i USA, England och Tyskland 1919–1921. Han var vice verkställande direktör 1922–1930 och verkställande direktör 1931–1957 i Trelleborgs Ångfartygs AB och dansk vicekonsul 1935–1956.
Malmros var även styrelseordförande i Skånska bankens trelleborgskontor, AB Malmros fartygsagentur, Trelleborgs stuveri AB, Trelleborgs Ångfartygs AB, Helsingborgs fryshus AB och Helsingborgs kvarn AB. Han var styrelseledamot i Trelleborgs sparbank, Kockums mekaniska verkstads AB, Sjöförsäkrings AB Öresund, AB Sjö-Öresund, Försäkrings AB Skåne, Skåne-Malmö, Skånska banken Malmö, Munksjö AB, AB Olson & Wright (ordförande), Facklams järn AB (ordförande), AB Atlanttrafik (ordförande), Sveriges allmänna sjöfartsförening och Nordisk Skibsrederforening. Malmros är begravd på Norra kyrkogården i Trelleborg.